# Уинстон Черчилль (фотография)
«Уинстон Черчилль» (англ. Winston Churchill), также «Рычащий лев» (англ. The Roaring Lion) — чёрно-белая фотография канадского фотографа Юсуфа Карша, одного из главных мастеров фотопортрета XX века. Портрет Уинстона Черчилля — британского государственного и политического деятеля, премьер-министра Великобритании в 1940—1945 годах, Карш сделал 30 декабря 1941 года в Оттаве во время проведения Первой Вашингтонской конференции антигитлеровских союзников.
30 декабря Черчилль выступил в Палате общин канадского парламента, где произнёс речь о Второй мировой войне. После этого, выполняя поручение премьер-министра Канады Макензи Кинга, Карш сделал фотографию британского политика в одном из кабинетов парламента. Так как ему мешала сигара, неизменный атрибут Черчилля, он неожиданно вытащил её изо рта и приступил к съёмке. Портретируемый выразил недовольство всем своим видом и именно этот момент попал в кадр. Карш из-за сурового облика Черчилля назвал фотопортрет «Рычащий лев».
21 мая 1945 года работа Карша появилась на первой странице журнала Life. Она считается самым знаменитым фотопортретом политика, а также первым его значимым изображением без сигары. Снимок также называют одним из самых тиражируемых в истории фотографии, самым известным политическим портретом. В 2016 году американский журнал Time опубликовал свою версию «100 самых значимых фотографий всех времён» (с 1826 года по 2016 год), куда вошёл снимок Черчилля.

## История создания

### Предыстория
В 1932 году Юсуф Карш, через Сирию бежавший от геноцида армян в Канаду, открыл собственную портретную студию в центре Оттавы. Вскоре его работы привлекли внимание разнообразных знаменитостей, однако наивысшую популярность он получил к 1941 году, когда сфотографировал Уинстона Черчилля во время визита британского премьер-министра в Канаду. Поручение сделать портрет исходило от премьер-министра Канады Макензи Кинга, одного из покровителей Карша.

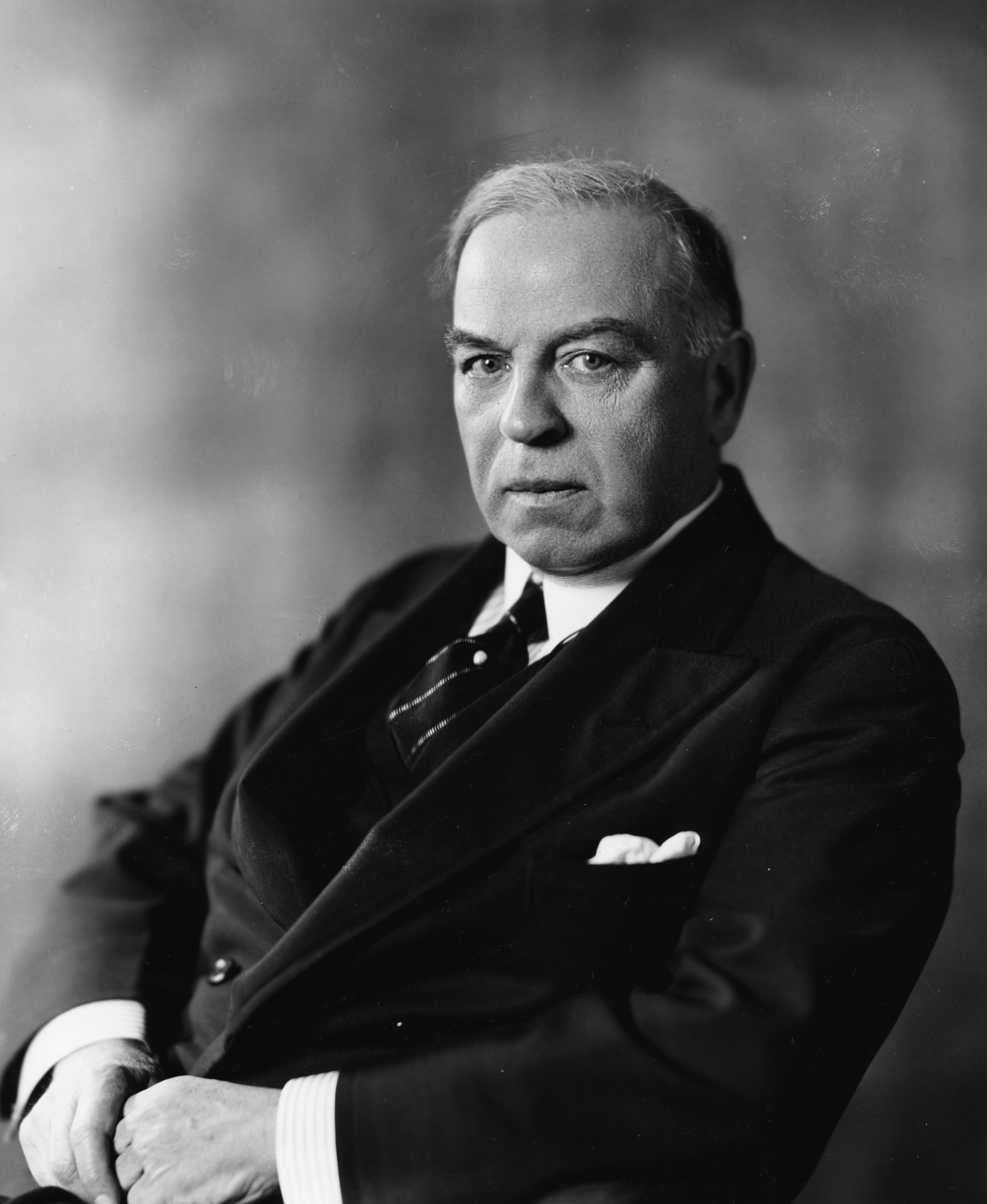
Уильям Лайон Макензи Кинг — инициатор создания портрета Черчилля

С 22 декабря 1941 по 14 января 1942 года Черчилль принимал участие в Первой Вашингтонской конференции, имевшей кодовое название «Аркадия». Она состоялась после поражения немецких войск под Москвой, вступления во Вторую мировую войну США и Японии и была посвящена разработке совместной англо-американской стратегии в войне против фашистского блока на 1942—1943 годы, формированию антигитлеровской коалиции. В ночь на 29 декабря, через несколько дней после перенесённого сердечного приступа, Черчилль отправился поездом в Оттаву, где жил в доме канадского генерал-губернатора лорда Атлона. В тот же день британский политик выступил перед канадским военным кабинетом, а Кинг организовал для него беседу с лидерами консервативной оппозиции. 30 декабря Черчилль выступил в Палате общин канадского парламента, где произнёс воодушевляющий монолог о Второй мировой войне. Он закончил свою «бесподобную пламенную и остроумную речь» рассуждением о необходимости наступления на страны «оси» и их союзников: «Как вы заметили, я не пытался устанавливать какие-либо точные сроки для каждой фазы. Они будут зависеть от наших усилий, от наших достижений и от полного случайностей изменчивоro хода войны».

### Съёмка
После выступления Черчилля, в намерения Макензи Кинга входило провести с ним фотосессию в одном из кабинетов парламента. Там накануне вечером Карш установил осветительную аппаратуру и осуществил её проверку с человеком, схожим по телосложению c Черчиллем. По воспоминаниям фотографа, Кинг и Черчилль зашли вместе, держась рука об руку и в сопровождении своих помощников. После этого включились прожектора, что стало неожиданностью для британца. Видя нерешительность остальных, Карш пояснил, что надеется снять портрет, достойный масштаба исторического события. В ответ британский премьер-министр спросил, почему его никто не предупредил. При этом окружающие засмеялись, а политик закурил очередную сигару и улыбнулся, разрядив обстановку. Подготовка непосредственно к съёмке была очень короткой, а незадолго до самого снимка Карш попросил политика убрать сигару, так как дым от неё мешал ему работать, создавая помехи для изображения. Черчилль отказался, так как всегда фотографировался с сигарой, поэтому прямо перед тем, как сделать снимок, Карш лично забрал её у не ожидавшего такой смелости политика.
В книге «Лица нашего времени» (Faces of Our Time) фотограф представил несколько иную картину событий. По его воспоминаниям, Черчилль находился перед съёмкой в дурном настроении и на пути из палаты общин к выходу сказал, что может отвести на съёмку только две минуты. «За каких-то жалких две минуты мне предстояло извести целую плёнку на человека, который уже стал автором и предметом целой библиотеки, озадачивал биографов, гремел на весь мир, и от такой перспективы я пришёл в ужас», — вспоминал мастер фотопортрета. Далее произошло следующее: Черчилль зашёл в помещение для съёмки и при этом держал во рту сигару, а Карш машинально забрал её. В ответ политик принял позу и выражение лица, ставшее впоследствии знаменитым: «При этом Черчилль нахмурился сильнее, воинственно подался вперёд и подбоченился с гневным видом». По другой информации, Черчилль был в хорошем настроении и улыбался, чего не ожидал увидеть фотограф. Он предложил убрать сигару, которая мешала съёмке, но портретируемый этого не сделал. В ответ Карш, неожиданно даже для себя, подошёл к нему, извинился и не задумываясь вытащил её изо рта. Фотограф рассказывал сэру Мартину Гилберту, что когда он сразу после этого приступил к съёмке, Черчилль выглядел настолько сурово, что готов был его «растерзать», и именно этот момент попал в кадр. Успокоившись, политик сказал Каршу: «Вы даже рычащего льва можете заставить стоять на месте, чтобы сделать фотографию». В связи с обстоятельствами появления фотографии автор дал ей образное название «Рычащий лев» (The Roaring Lion), но на официальном сайте Карша портрет представлен под названием Уинстон Черчилль. Кроме этого снимка Карш также сделал другой, на котором Черчилль предстал в менее воинственном виде, но отдавал предпочтение первому. Второй вариант с почти «ангельским» выражением лица понравился супруге английского политика Клементине, назвавшей его «удачным». Также тогда в парламенте была сделана совместная фотография Кинга и Черчилля. 
После выступления в Парламенте Канады Черчилль 31 декабря 1941 года вернулся в Вашингтон, где 1 января 1942 года была подписана Вашингтонская декларация. 21 мая 1945 года фотография появилась на первой странице американского журнала Life. Она прославила имя Карша и стала самой известной в его карьере. Сам мастер говорил, что именно этот портрет изменил его жизнь. После его появления автор понимал, что это очень важный снимок, но не предполагал, что он станет одним из самых тиражируемых изображений в истории фотографии.

## Описание
Угрюмый и раздражённый Черчилль, в знаменитом его образе английского «бульдога», стоит в парламентском кабинете спиной к стене с деревянными панелями. На нём его обычный наряд при посещении парламента: тёмный пиджак и жилет, белая рубашка, галстук-бабочка, брюки в полоску. Он показан выше колен, правой рукой опирается о спинку стула, а левая упирается в бок в районе бедра, при этом откинув полу расстёгнутого пиджака. Снимок стал хрестоматийным образцом среднепланового портрета: «Здесь автор благодаря точно найденной позе, оригинальному, слегка размывающему фон освещению смог создать образ выдающегося политика и умного человека. Во многом это получилось благодаря тому, что автор акцентирует внимание на руках и лице своей модели». Важную роль играют аксессуары, призванные подчеркнуть его принадлежность к высшему классу, аристократизм (перстень на правой руке, светлая рубашка, бабочка в горошек, платок в кармане костюма). Несмотря на это облик лишён напыщенности, а его стоящая фигура «естественна и свободна, взгляд внимателен и слегка ироничен». По наблюдению Дмитрия Медведева, российского биографа британского политика, Каршу удалось показать «другого» Черчилля, так как «до начала Второй мировой войны запечатлеть такой взгляд на плёнку было невозможно просто потому, что Черчилль никогда ещё не смотрел столь решительно на события, как в годы великого противостояния».

## Последующие события
Обстоятельства создания фотографии привели к тому, что первая леди США Элеонора Рузвельт в шутку назвала её «первым серьёзным поражением Черчилля». Считается, что это был первый значимый фотопортрет премьер-министра без сигары. По одной из оценок, снимок представлял собой «дерзкий и хмурый портрет, [который] мгновенно стал символом сопротивления Великобритании фашизму». По мнению исследователя фотографии Майкла Фримана, автору удалось подготовиться заранее, что и обеспечило результат: «знаменитое», «культовое изображение обязано своей эффектностью не только дерзости Карша, но и характерному для него выбору освещения, подчёркивающего контраст». Фриман также обратил внимание, что Филипп Халсман, принадлежавший к тому же поколению, что и Карш, также сделал фотографию Черчилля, но уже с традиционной сигарой и получил её в подарок.
Изображение приобрело популярность в массовой культуре и было растиражировано на самых разнообразных носителях (марках, банкнотах, открытках, плакатах и т. д.), в том числе на обложках сотен книг. В 1954 году Карш сделал фотографии Черчилля во время сеансов позирования для художника Грэхема Сазерленда, который работал в то время над «Портретом Уинстона Черчилля», считающегося наиболее известным портретом политика. Картина получила скандальную известность, и, предположительно, была уничтожена по желанию Клементины. В 2013 году Банк Англии утвердил макет пластиковой банкноты, на обороте которой был представлен портрет Черчилля, выполненный Каршем. В сентябре 2016 года она поступила в оборот. В 2016 году американский журнал Time опубликовал список «100 самых значимых фотографий всех времён» (с 1826 года по 2016 год), куда была включена работа Карша. В том же году компания CNN поместила её в свою версию «Самых культовых фотографий». В 2019 году Королевский канадский монетный двор выпустил юбилейную серебряную монету весом 311,5 г и номиналом 100 долларов. На её реверсе представлен политический портрет Черчилля Карша. Гравёр Эрик Бойер, причастный к созданию дизайна монеты, отмечал: «если оставить в стороне историческое значение изображения, фотография Юсуфа Карша представляет собой возвышенное произведение искусства», что делает её «фантастическим» источником для работы. 

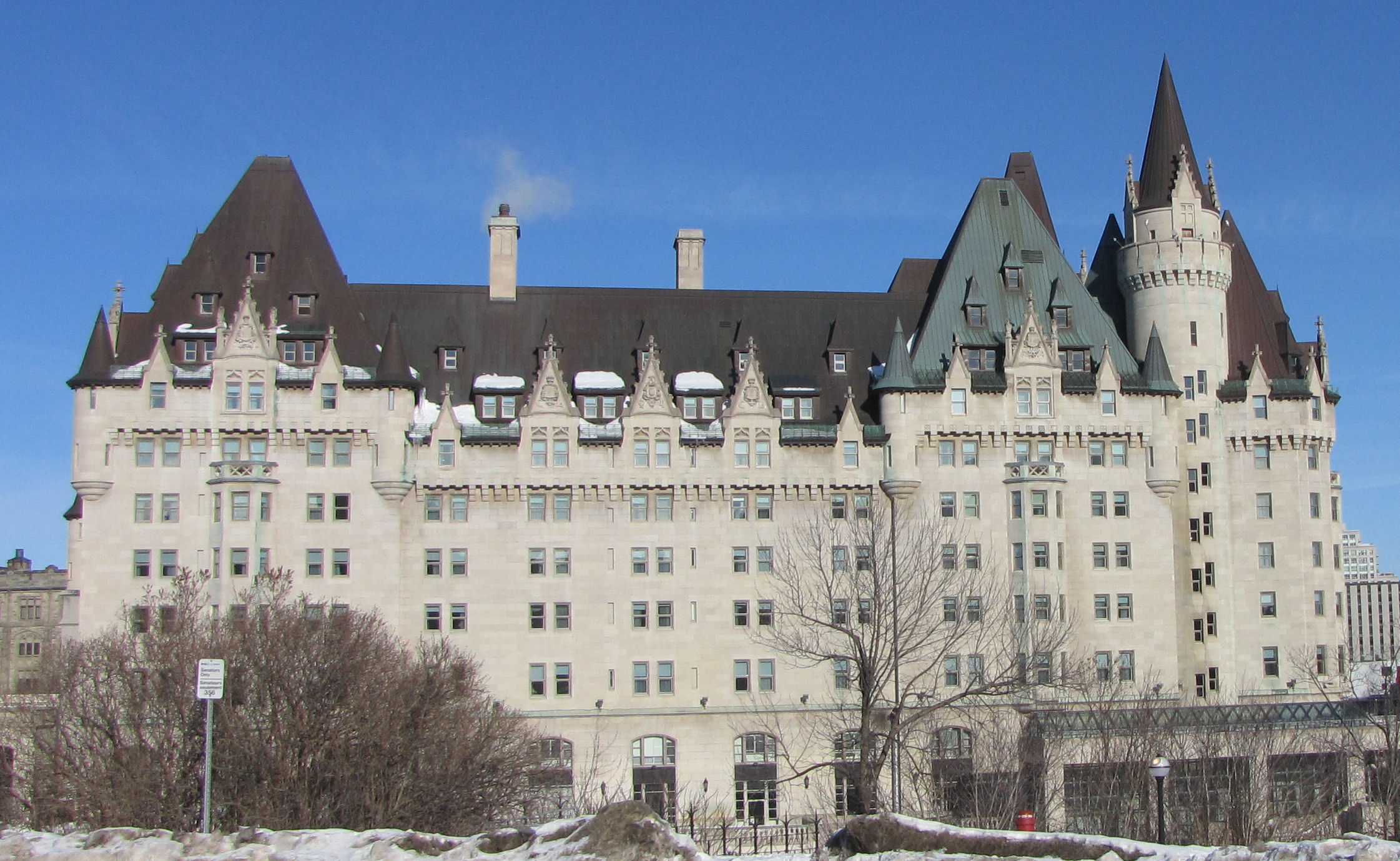
Отель «Шато-Лорье». Вид с Парламентского холма, 2010

В августе 2022 года стало известно, что авторский снимок, который около 25 лет выставлялся в читальном зале отеля «Шато-Лорье» (Оттава) был похищен и заменён копией. Полиция предположила, что кража произошла в период с 25 декабря 2021 года по 6 января 2022 года. Карш проживал в отеле с 1972 по 1992 год, длительное время там у него находилась мастерская. В 1998 году он передал администрации фотографию с негатива, сделанную им лично, а также ещё несколько своих работ. Бывший помощник Карша и управляющий его поместья Джерри Филдер подтвердил, что выставленная вместо оригинальной фотографии — подделка. Он также сообщил, что связь его учителя с отелем «была очень глубокой и очень тёплой», кроме того для автора «это был особенный отпечаток, и это был действительно красивый отпечаток. Так что это имеет особое значение». Полиция выразила надежду, что фотографию смогут вернуть, в частности, если она появится на одном из аукционов. В 2024 году фотография была обнаружена в итальянской Генуе в частной коллекции, причём покупателю не было известно о её криминальном происхождении. В мае 2025 года за кражу был осуждён канадец Джеффри Вуд, заявивший, что пошёл на этот шаг с целью получить деньги для лечения своего брата, страдающего психическими расстройствами. При рассмотрении дела судья Роберт Уодден отметил: «То, что портрет, сделанный канадским фотографом, достиг такой славы, является предметом национальной гордости».